# Гомицидомания
Гомицидомания (от лат. homo — человек, caedo, cecidi — убивать и др.-греч. μανία — страсть, безумие, влечение) — непреодолимое влечение к убийствам. У психически больных гомицидомания обычно не является симптомом психического расстройства, а скорее развивается на основе соответствующих преморбидных качеств личности. По этой причине многие пациенты с гомицидоманией признаются вменяемыми судебными психиатрами и судом в отношении инкриминируемых им убийств или покушений на убийство (за исключением случаев с психотическими нарушениями).
Гомицидомания свойственна антисоциальным психопатам (в основном параноидальным, антисоциальным, возбудимым), встречается также у больных с психопатоподобным личностным дефицитом.